# Vem Que É Dez
A URCS Academia Vem Que é Dez é uma escola de samba do Guarujá, São Paulo. Em 2009, foi quinta colocada do Grupo Especial.

## Segmentos

### Presidentes
| Nome                    | Mandato        | Ref.  |
| ----------------------- | -------------- | ----- |
| Marcos Dias (Marquinho) | ? - atualidade | [ 3 ] |

### Presidentes de honra
| Nome                     | Mandato        | Ref.  |
| ------------------------ | -------------- | ----- |
| Maurício Passos (Pelado) | ? - atualidade | [ 3 ] |

### Diretores
| Ano  | Diretor de Carnaval | Diretor geral de harmonia | Mestre de bateria                  | Ref.  |
| ---- | ------------------- | ------------------------- | ---------------------------------- | ----- |
| 2015 | Denise D10          |                           | Mestre Carlinhos, Paulo e Luizinho | [ 3 ] |
| 2016 |                     |                           |                                    |       |

### Coreógrafo
| Ano  | Nome         | Ref.  |
| ---- | ------------ | ----- |
| 2015 | Alex Mariano | [ 3 ] |
| 2016 |              |       |

### Casal de Mestre-sala e Porta-bandeira
| Ano  | Nome | Ref.  |
| ---- | --- | ----- |
| 2015 | 1° Casal de mestre-sala e porta-bandeira: Vitor e Nayara 2° Casal de mestre-sala e porta-bandeira: Rogério e Karina 3° Casal de mestre-sala e porta-bandeira: Kauwan e Ludmyla (Mirim) | [ 3 ] |
| 2016 | |       |

### Rainhas de bateria
| Período | Rainha   | Rei   | Ref.  |
| ------- | -------- | ----- | ----- |
| 2015    | Kimberly | Vitor | [ 3 ] |
| 2016    |          |       |       |

## Carnavais
| Ano  | Colocação | Grupo    | Enredo                                                                      | Carnavalesco                        | Intérprete                        | Ref         |
| ---- | --------- | -------- | --------------------------------------------------------------------------- | ----------------------------------- | --------------------------------- | ----------- |
| 2005 |           | Bandas   | Na 10, os carnavais que não voltam mais                                     |                                     |                                   |             |
| 2006 |           | Bandas   | E o povo canta...Zeca Pagodinho                                             |                                     |                                   |             |
| 2007 | Campeão   | Blocos   | William Rocha, um eterno presidente                                         | Denise D10                          |                                   |             |
| 2008 | Campeã    | Acesso   | Sou 10, sou criança, brincando com alegria, vou entrar nesta folia          | Denise D10                          |                                   |             |
| 2009 | 5º lugar  | Especial | Líbano, da sua origem aos dias atuais, a Vem que é dez conta a sua história | Roberto Martins (Beto)              |                                   |             |
| 2010 | 5º lugar  | Especial | 1,2,3...História em quadrinhos, vou contar para vocês                       | Roberto Martins (Beto) e Denise D10 |                                   |             |
| 2011 | 5º lugar  | Especial | Nave da Alegria... Samba,Chopp,Sol e Mar... Deixe quem Quiser Falar...      | Mauro Xuxa                          |                                   |             |
| 2015 | 4º lugar  | Especial | Negra África!!! Um canto, uma raça…                                         | Alexandre Callegari                 | Marimba, Paulinha Lima e Caldeira | [ 4 ] [ 3 ] |